# Школа рока
Школа рока (енгл. The School of Rock) је америчка музичка комедија у режији Ричарда Линклетера, снимљена по сценарију Мајка Вајта. Главну улогу тумачи Џек Блек, коме је овај филм донео МТВ филмску награду, као и номинацију за награду Златни глобус у категорији Најбољи глумац у играном филму (мјузикл или комедија). Филм је остварио добру зараду на биоскопским благајнама и наишао је на позитиван пријем код критичара.

## Радња
Дјуи Фин (Блек) је рок музичар коме ствари у животу не иду баш најбоље. Пошто је избачен из бенда, налази се у лошој финансијској ситуацији и касни са плаћањем кирије за стан у коме живи са својим дугогодишњим пријатељем Недом Шниблијем (Вајт), који ради као учитељ. Када Нед добије позив за посао у једној елитној основној школи, Дјуи се претвара да је он и одлучује да прихвати понуду како би решио своје финансијске проблеме.
Упркос незаинтересованости да децу научи било чему, Дјуи убрзо сазнаје за њихов музички таленат и покушава да од њих направи рок бенд са циљем да победи на предстојећем такмичењу "Борба бендова" како би се осветио својој бившој групи и освојио награду у вредности од 20.000 долара.

## Улоге
- Џек Блек као Дјуи Фин (певач, гитариста)
- Џоун Кјузак као директорка Розали "Роз" Малинс
- Мајк Вајт као Нед Шнибли
- Сара Силверман као Пети де Марко
- Миранда Козгроув као Самер Хатавеј "Tinkerbell" (менаџер бенда)
- Џои Гејдос Млађи као Зек Мунихем "Zack-Attack" (гитара)
- Кевин Кларк као Фреди Џоунс "Spazzy McGee" (бубњеви)
- Ребека Браун као Кејти "Posh Spice" (бас)
- Роберт Цај као Лоренс "Mr. Cool" (клавијатура)
- Марием Хасан као Томика "Songbird", "Turkey Sub" (пратећи вокал, главни хориста)
- Кетлин Хејл као Марта "Blondie" (хор)
- Алиша Ален као Алиша "Brace Face" (хор)
- Брајан Фалдуто као Били "Fancy Pants" (стилиста)
- Закари Инфанти као Гордон "Roadrunner" (асистент, осветљење)
- Џејмс Хоузи као Марко "Carrot Top" (асистент, специјални ефекти)
- Анџело Масагли као Френки "Tough Guy" (обезбеђење)
- Кол Хокинс као Ленард "Short Stop" (обезбеђење)
- Џордан-Клер Грин као Мишел (групи)
- Вероника Афлербах као Елејни (групи)
- Адам Паскал као Тео
- Лукас Бабин као Спајдер
- Лукас Папаелиас као Нил
- Шон Родни као Шон